# Entomogramma
Entomogramma là một chi bướm đêm thuộc họ Erebidae.

## Loài
- Entomogramma fautrix Guenée, 1852
- Entomogramma torsa Guenée, 1852